# Ракетный бульвар
Ракетный бульвар — бульвар в Алексеевском районе Северо-Восточного административного округа города Москвы. Проходит от Ярославской улицы до улицы Константинова.
Несмотря на то, что бульвар фактически начинается от Ярославской улицы, нумерация домов ведётся от проспекта Мира.

## Происхождение названия
Назван в 1967 среди улиц, имена которых относятся к теме освоения космоса, в связи с расположением около монумента «Покорителям космоса» и мемориальным музеем С. П. Королёва. «Название связано с успехами в области ракетостроения».

## История
Бульвар образован на месте заключённой в 1967 в трубу речки Копытовки. В некоторых местах ещё видны береговые склоны. Бульвар фактически представляет собой протяжённый парк шириной до 100 м, который проходит и дальше — вдоль улицы Константинова. До конца 1970-х гг. небольшой северный проезд бульвара назывался Ракетной улицей.

## Транспорт
На перекрёстке бульвара с Ярославской улицей расположена остановка автобусов № 286 и 378. Также этот перекрёсток соединяется межквартальным проездом с южным вестибюлем станции метро «ВДНХ».